# Pescatoria fimbriata
Pescatoria fimbriata là một loài thực vật có hoa trong họ Lan. Loài này được Regel miêu tả khoa học đầu tiên năm 1879.